# Cölln (Radibor)

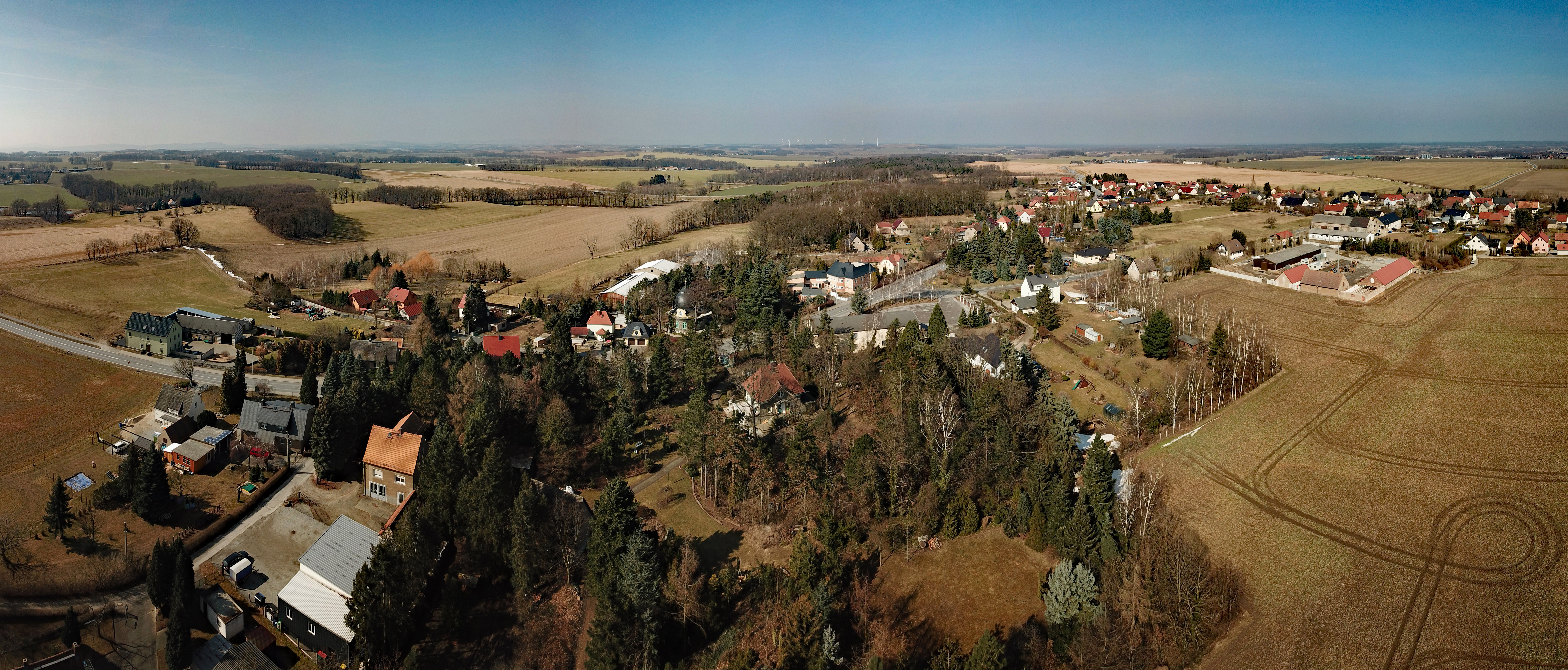
Luftbildpanorama

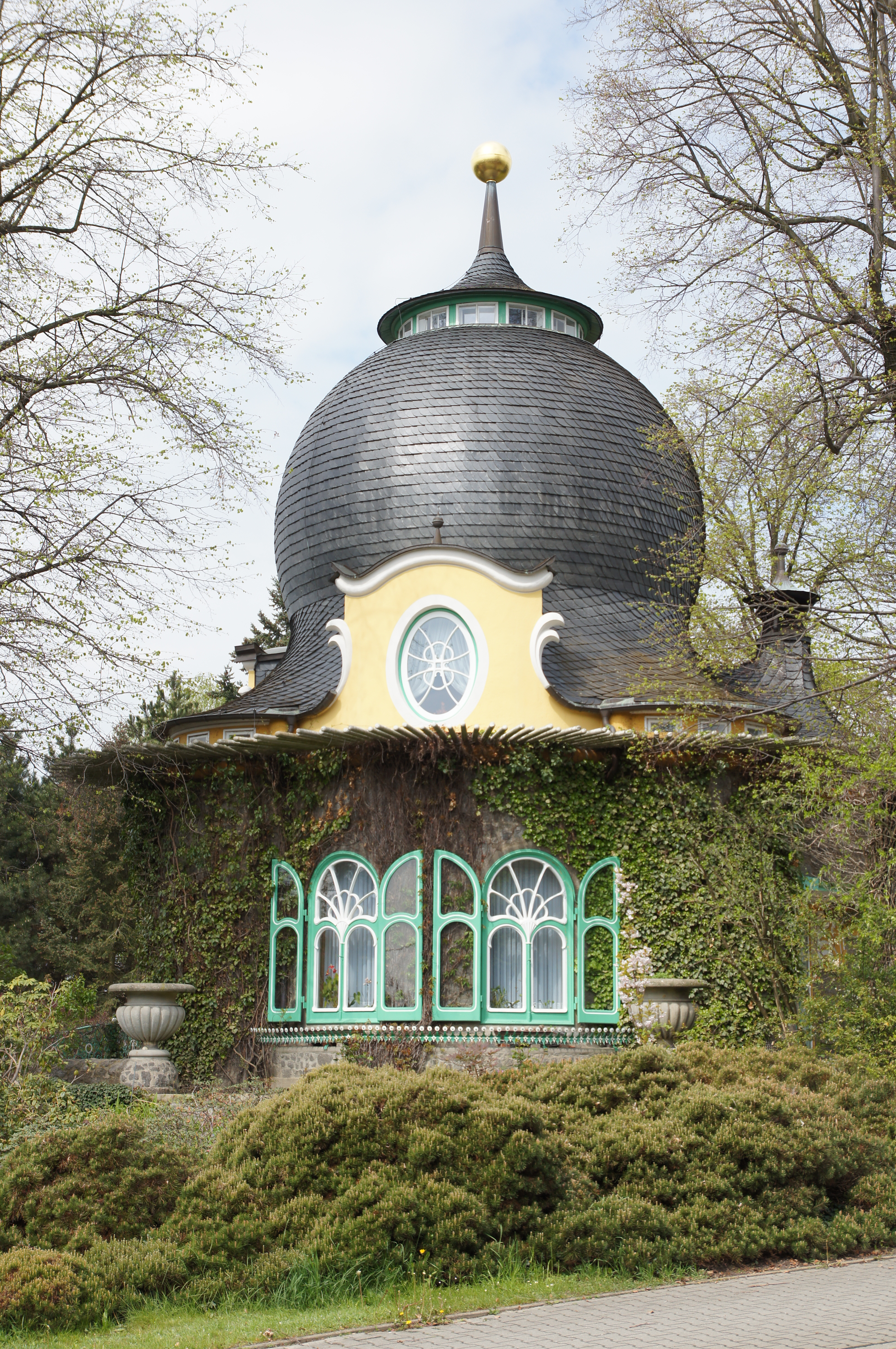
Kugelhaus von Cölln, Architekten: Curt Domschke, Baujahr 1932–1937, vollendet in den 80er Jahren

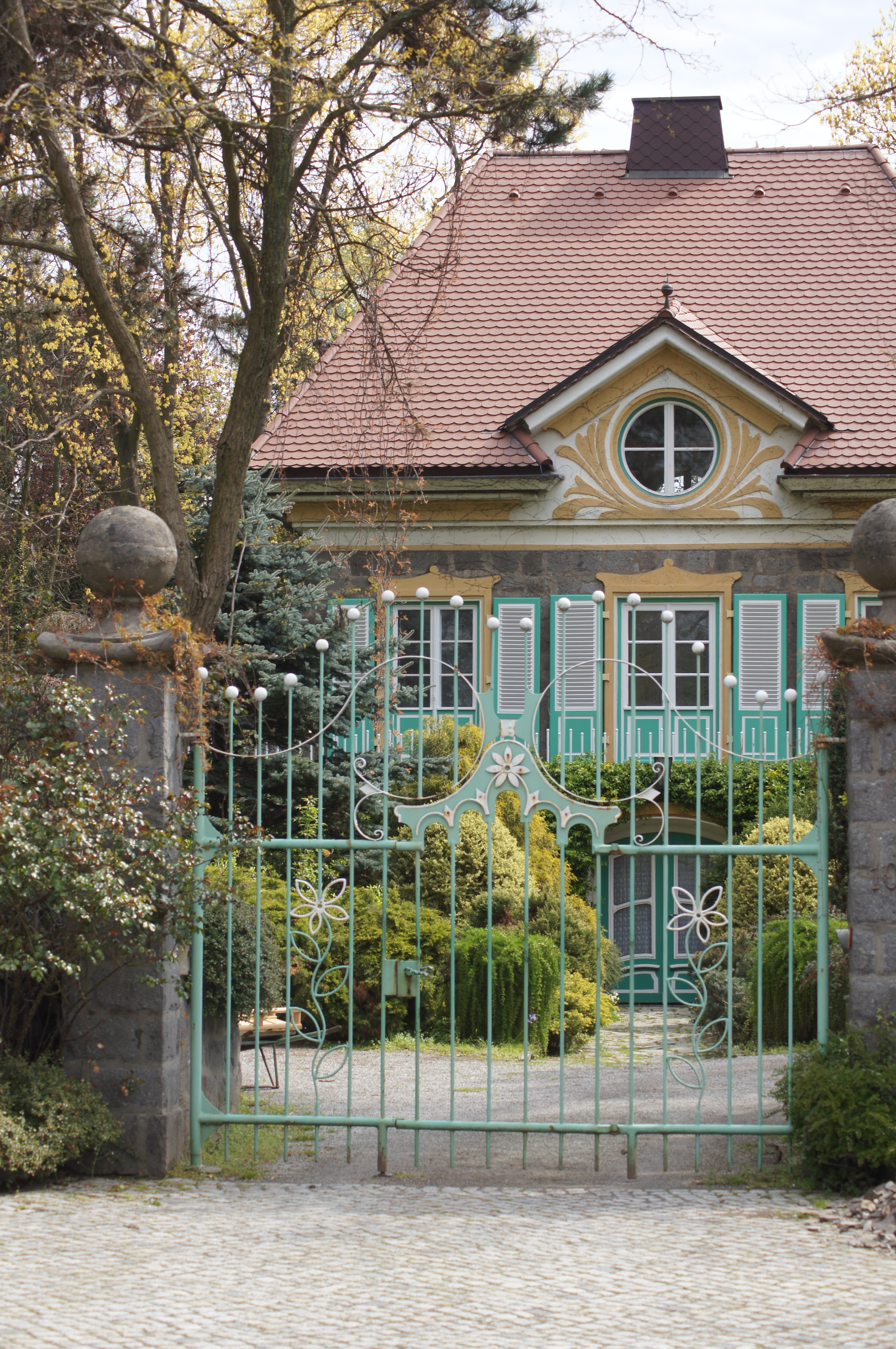
Landhaus in Cölln

Cölln, obersorbisch Chelnoⓘ, ist ein Dorf im sächsischen Landkreis Bautzen. Es zählt zur Oberlausitz und gehört seit 1998 zur Gemeinde Radibor. Der Ort zählt offiziell zum sorbischen Siedlungsgebiet und hat 364 Einwohner.
Der deutsche Ortsname leitet sich von der sorbischen Bezeichnung ab, die vermutlich vom altsorbischen Wort für „Hügel“ stammt und somit die Lage von Cölln beschreibt. Ernst Eichler und Hans Walther lehnten diese Ableitung ab und schlossen stattdessen auf den Ursprung kólnja für „Schuppen, Stall“. Der Ort wird in der Umgangssprache auch Cölln am Sande genannt.

## Geographie

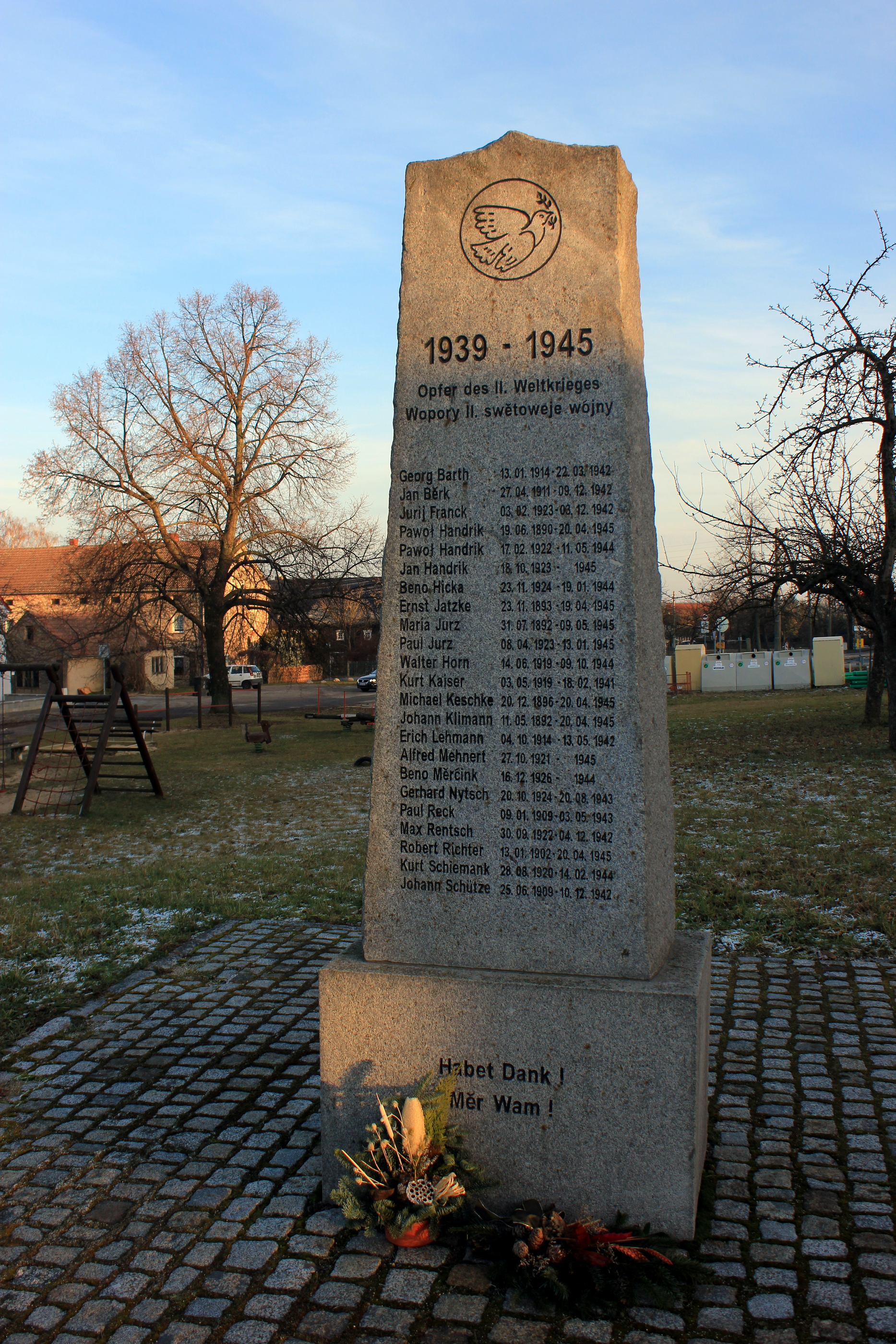
Kriegerdenkmal auf der Dorfaue

Cölln liegt etwa sieben Kilometer nördlich von Bautzen zwischen 190 und 200 Metern ü. NN. Die Umgebung ist wellig und liegt zum größten Teil niedriger als der Ort selbst. Im Westen befindet sich das Tal eines Baches, der in Richtung Milkwitz fließt.
Der Ort besteht heute aus zwei Siedlungsteilen, die in Form eines nach Südosten offenen V angeordnet sind. Das alte Straßenangerdorf befindet sich im nördlichen Teil, wogegen der südwestliche Teil entlang der Bundesstraße 96 zum größten Teil erst im 20. Jahrhundert erbaut wurde.

## Geschichte
Die erste gesicherte urkundliche Erwähnung als Cöln stammt aus dem Jahr 1519. Ältere Nennungen, etwa 1459 als Colen in Akten des Archivs in Luckau, beziehen sich auf Cölln an der Spree. Die heutige Namensform taucht zuerst 1658 auf. Später erhält der Ortsname den Zusatz bei Bautzen.
Bis Ende 1972 war Cölln eine eigenständige Landgemeinde. Dann kam der Ort zur Gemeinde Kleinwelka, die am 1. Oktober 1998 durch den Anschluss Kleinwelkas an Bautzen aufgelöst wurde. Cölln wurde nach Radibor umgegliedert.

## Bevölkerung

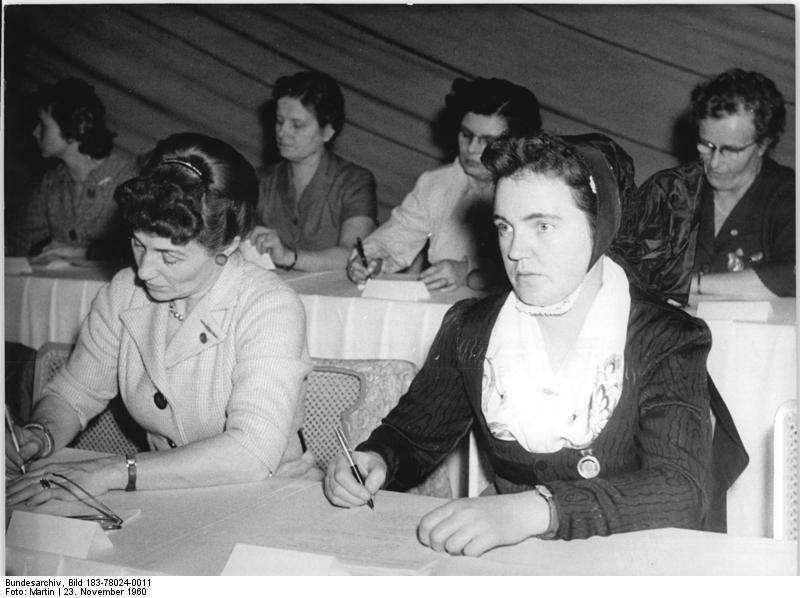
Cöllner Teilnehmerin (rechts in Tracht) beim VII. Bundeskongress des DFD in Berlin (1960)

Die letzten Bevölkerungsdaten für die Gemeinde Cölln geben für 1964 427 Einwohner an. 1890 hatte der Ort nur 300 Einwohner. Seit der Wiedervereinigung ist die Einwohnerzahl leicht gesunken; die Gemeinde Radibor gibt für 2008 356 Bewohner an.
Für seine Statistik über die sorbische Bevölkerung in der Oberlausitz ermittelte Arnošt Muka in den achtziger Jahren des 19. Jahrhunderts eine Bevölkerungszahl von 272 Einwohnern; davon waren 264 Sorben (97 %) und 8 Deutsche. Ernst Tschernik zählte in der Gemeinde Cölln 1956 noch einen sorbischsprachigen Anteil von 68,2 % der Bevölkerung. Seitdem ist der Gebrauch des Sorbischen im Ort weiter zurückgegangen.

## Einwohnerentwicklung von Cölln
| Datum | Einwohner |
| ----- | --------- |
| 1834  | 245       |
| 1871  | 298       |
| 1890  | 300       |
| 1910  | 273       |
| 1925  | 302       |
| 1939  | 359       |
| 1946  | 365       |
| 1950  | 411       |
| 1964  | 427       |
| 2010  | 364       |

## Religion

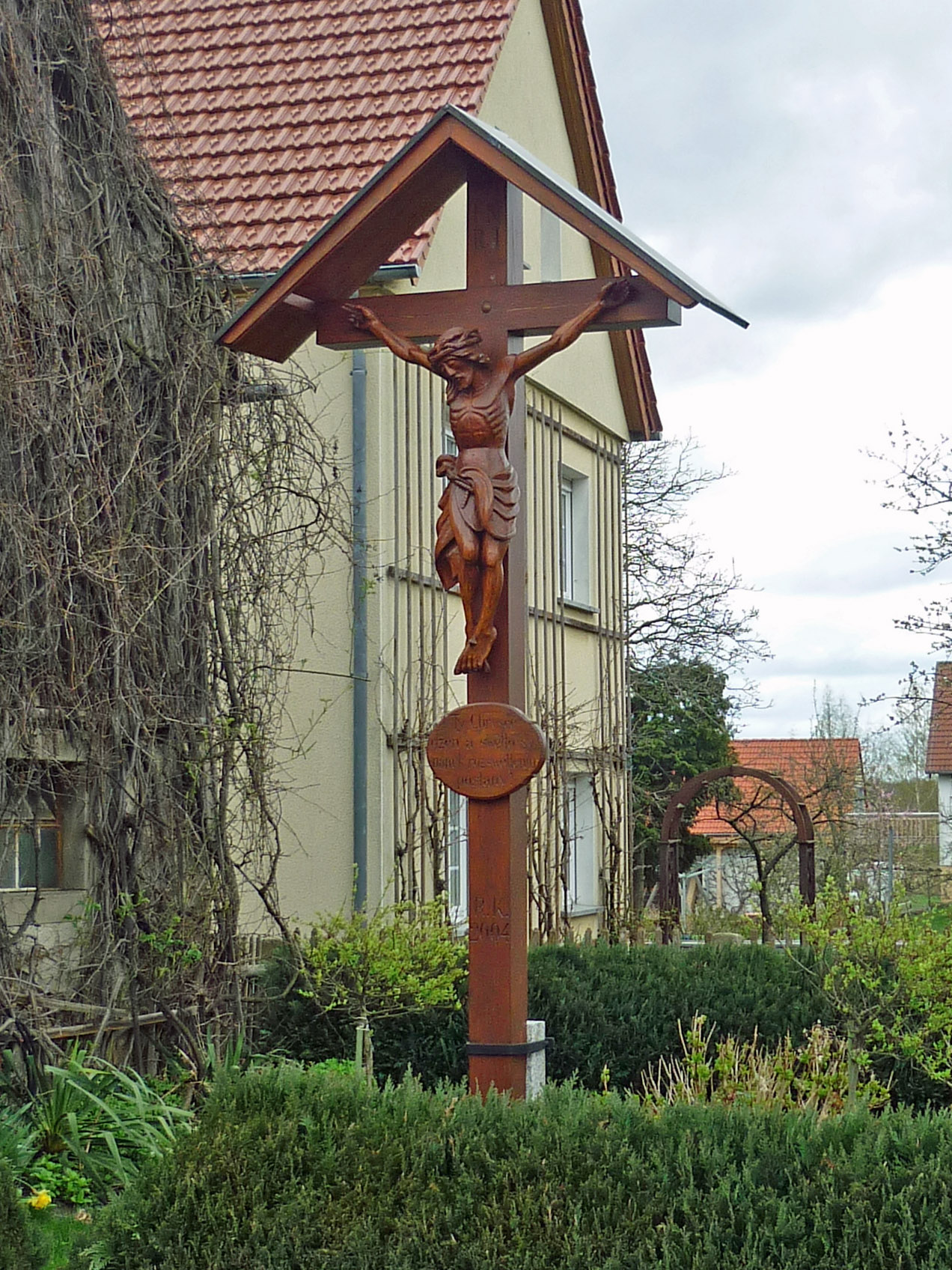
Wegkreuz in Cölln

Der Ort ist sowohl katholisch als auch evangelisch nach Bautzen gepfarrt. Die letzten Angaben zur Religionszugehörigkeit stammen von 1925. Damals waren 165 von 302 Einwohnern evangelisch-lutherisch (54 %) und 137 katholisch (45 %).

## Verkehr
Cölln liegt direkt an der Bundesstraße 96 (Bautzen–Hoyerswerda), die den jüngeren westlichen Teil des Ortes durchquert. Die nächste Anschlussstelle der Autobahn 4 (Salzenforst) befindet sich etwa fünf Kilometer entfernt in südlicher Richtung und ist über einen Autobahnzubringer zu erreichen, der nördlich von Cölln von der B 96 abzweigt.
Die Bahnstrecke Bautzen–Hoyerswerda verläuft unmittelbar östlich des Ortes. Der Zugverkehr wurde jedoch 2001 eingestellt. Der ehemalige Bahnhof Radibor ist etwa zwei Kilometer entfernt. Cölln hatte einen Haltepunkt mit Wartehäuschen.

## Persönlichkeiten
- Karl Jannack (1891–1968), KPD-Fraktionsvorsitzender im Bremer Senat, Politiker, Domowina-Funktionär, geboren und gestorben in Cölln
- Jan Krawc (1902–1986), Gründer und Leiter des Sorbischen Volkstheaters, geboren in Cölln